# Пневматическая подвеска

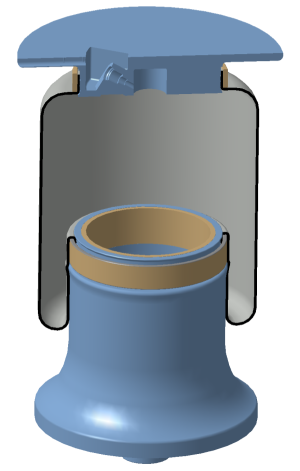
пневмобаллон

Пневматическая подвеска — подвеска колёс транспортного средства, в которой функцию упругих элементов выполняют накачанные воздухом пневмобаллоны из прорезиненного материала. Обязательным элементом устройства такой подвески является общая для всех демпферов пневмосистема, состоящая из компрессора, ресиверов, клапанов, датчиков уровня, а также трубопроводов подачи воздуха к каждому демпферу. На транспортных средствах может выполнять роль как единственной системы демпфирования, так и работать в паре с традиционными системами (рессорной, пружинной, торсионной). Не выполняет функцию гашения колебаний и требует обязательного сочетания с амортизаторами. Не влияет на кинематику подвески и может комбинироваться практически с любым типом независимой и зависимой подвесок. Может применяться на любых транспортных средствах, от легковых автомобилей до железнодорожного подвижного состава. Позволяет изменять дорожный просвет между кузовом или рамой и поверхностью дороги, а также выдерживать его неизменное значение не зависимо от нагрузки, что особенно ценно на транспортных средствах с кратной разницей между снаряжённой и полной массами  (например, на автобусах и седельных тягачах).